# Pouteria tenuisepala
Pouteria tenuisepala là một loài thực vật thuộc họ Sapotaceae. Loài này có ở Brasil và Guyane thuộc Pháp.